# Вулиці Мукачева
Перелік назв площ, вулиць та проїздів у місті Мукачево станом на 1 травня 2022 року. У переліку 448 вулиць.

## А
| поштовий індекс | Назва                    | Тип  | Уточнення, неправильна назва | Колишні назви           | Місцевість, квартал, мікрорайон                                    | Що тут цікавого |
| --------------- | ------------------------ | ---- | ---------------------------- | ----------------------- | ------------------------------------------------------------------ | --- |
|                 | Вулиця Героєв Миколаєва  | вул. |                              | Айвазовського Івана     |                                                                    | |
|                 | Амосова Миколи академіка | вул. | нова (2015)                  | вул. Готвальда Климента | кмжз в південній частині м. Мукачево в р-ні вул. Берегівська-бічна | Для довідки: Готвальд Климент (1896—1953) — Генеральний секретар Комуністичної партії Чехословаччини в 1929—1953 рр. |
|                 | Антоновича Володимира    | вул. |                              |                         | урочище «Чернеча гора»                                             | Для довідки: Антонович Володимир (1834—1908) — український історик, археолог, етнограф, археограф, член–кореспондент Російської АН з 1901; професор Київського університету з 1878 року; співорганізатор Київської Громади, член Київського товариства старожитностей і мистецтв. Він створив так звану «київську школу» істориків, яка заклала підвалини сучасної історичної науки. В. Антонович — автор понад 300 праць з історії, археології та етнографії України. |
|                 | Апостола Данила          | вул. |                              | вул. Донського Дмитра   |                                                                    | Для довідки: Д. Донський — князь Московський та Володимирський. |

## Б
| поштовий індекс | Назва                     | Тип                | Уточнення, неправильна назва               | Колишні назви               | Місцевість, квартал, мікрорайон                                    | Що тут цікавого |
| --------------- | ------------------------- | ------------------ | ------------------------------------------ | --------------------------- | ------------------------------------------------------------------ | --- |
|                 | Бабича Олександра         | вул.               | 2016                                       | вул. Боженка Василя         | «Паланок»                                                          | |
|                 | БагряногоІвана            | вул.               |                                            |                             | урочище «Чернеча гора»                                             | Для довідки: Багряний Іван (1906—1963) — український поет, прозаїк, публіцист, політичний діяч. 1944 р. він написав один із найталановитіших творів — роман «Звіролови» (згодом відомий як «Тигролови»). 1948 р. Багряний заснував Українську революційно-демократичну партію (УРДП) і відтоді цілих 17 років — до самої смерті редагував газету «Українські вісті». Письменник був головою Виконавчого органу Української Національної Ради і заступником президента УНР. |
|                 | Бажана Миколи             | вул.               |                                            |                             | урочище «Чернеча гора»                                             | Для довідки: Бажан Микола (1904—1983) — український поет, перекладач, культуролог, енциклопедист, філософ, громадський діяч. Академік АН УРСР (з 1951), Заслужений діяч науки України (з 1966). У 1953—1959 рр. — голова правління Спілки письменників України. Під час хрущовської відлиги 2.07.1956 порушив перед ЦК КПУ питання про реабілітацію репресованих письменників В. Бобинського, Г. Епіка, І. Кириленка, О. Слісаренка, Д. Гофштейна, І. Кулика, М. Куліша, О. Влизька, Д. Загула, С. Пилипенка, В. Чечвянського, Б. Антоненка-Давидовича. У 1958—1983 роках — головний редактор Головної редакції Української радянської енциклопедії. |
|                 | Базиловича Іоані́кія       | вул.               | н/н Базеловича                             |                             |                                                                    | |
|                 | Базиловича Іоані́кія       | провул.            |                                            |                             |                                                                    | |
|                 | Балудянського Михайла     | вул.               |                                            |                             |                                                                    | |
|                 | Бартока Бейли             | вул.               |                                            |                             | центр міста, поруч р. Латориця                                     | |
|                 | Басараба Василя           | вул.               | 2016                                       | вул. Омська                 |                                                                    | Для довідки: Басараб Василь (1932—2003) Закарпатський журналіст, поет. 1970 — Обласна премія імені Дмитра Вакарова; 1995 — Обласна премія імені Федора Потушняка. |
|                 | Бачинського Андрія        | вул.               |                                            |                             |                                                                    | |
|                 | Бачинського Андрія        | вул.               |                                            |                             |                                                                    | |
|                 | Бєлікова Віталія          | вул.               | нова (2016)                                |                             | кіжз по вул. Франка Івана-бічна                                    | Для довідки: Бєліков Віталій — учасник АТО, який загинув 28 червня 2014 р. внаслідок наскрізного кульового поранення. Нагороджений орденом Богдана Хмельницького ІІІ ступеня (посмертно). Рішенням Мукачівської міської ради від 26 березня 2015 р. присвоєно звання «Почесний громадянин міста Мукачева» посмертно. |
|                 | Вулиця Мостова            | вул. Беляєва Павла | вул. космонавта Павла Беляєва, н/н Біляєва |                             | центр міста                                                        | |
|                 | Берегівська               | вул.               |                                            | вул. 40 років Жовтня (1991) | центр міста; ця вулиця зв'язує Мукачево з Береговим                | |
|                 | Берегівська-бічна         | вул.               |                                            |                             |                                                                    | |
|                 | Берегівська-об'їздна      | вул.               |                                            |                             | від Берегівського шляхопроводу в напрямку до с. Павшино            | |
|                 | Береста Олексія           | вул.               |                                            | вул. Миколи Чернишевського  | «Паланок»                                                          | З цієї вулиці відкривається гарний ракурс перлини міста — замку Паланок. |
|                 | Береша Андрія             | вул.               |                                            |                             | мкр «Росвигово»                                                    | |
|                 | Беци Йосипа               | вул.               | нова (2011)                                |                             | мкр інд. забуд. «Північний» (мкр «Баняски»)                        | Для довідки: почесний громадянин, олімпійський чемпіон Мельбурна з футболу, радянський футболіст угорського походження Йосип Беца. |
|                 | Богомольця Олександра     | вул.               |                                            |                             | урочище «Чернеча гора»                                             | Для Довідки: Богомолець Олександр (1881—1946) — український учений–патофізіолог. Основоположник української школи патофізіології, ендокринології і геронтології, організатор української науки. Засновник перших в Росії і Україні науково-дослідних закладів медичного профілю. Академік (з 1932). Очолював створені ним Інститут експериментальної біології та патології та Інститут клінічної фізіології АН УРСР. Автор численних праць з ендокринології, порушення обміну речовин, імунітету та алергії, раку, старіння організму тощо. |
|                 | Богуна Івана              | вул.               |                                            | вул. Кутузова Михайла       | центр міста, кжб "Берегівська, 41 «А»                              | |
|                 | Богуна Івана              | провул.            | новий (2014)                               |                             | кжб «Берегівська, 40 „А“, відгалуження від вул. Богуна І.          | |
|                 | Бокшая Йосипа             | вул.               | нова (2015)                                |                             | кмжз в південній частині м. Мукачево в р-ні вул. Берегівська-бічна | |
|                 | Болгарська                | вул.               |                                            | вул. Димитрова Георгія      | „Черьомушки“                                                       | |
|                 | Борецького Адальберта     | вул.               | 2016                                       | вул. Панкратова             |                                                                    | Для довідки: Борецький Адальберта (1911—1990) закарпатський художник, громадський діяч. |
|                 | Боршоша-Кум'ятського Юлія | вул.               | 2016                                       | вул. Гайдара Аркадія        | мкр Росвигово                                                      | Для довідки: Боршош–Кум'ятський Юлій Закарпатський поет, педагог (1905—1978). Член Спілки письменників з 1957 року |
|                 | Брадача Івана             | вул.               |                                            |                             | урочище „Чернеча гора“                                             | Для довідки: Брадач Іван (1732—1772) — перший самостійний єпископ Закарпаття — Мукачівської греко–католицької єпархії. |
|                 | Бращайка Юлія             | вул.               | нова (2008)                                |                             | мкр інд. забуд. „Північний“ (р-н „Баняски“)                        | |
|                 | Вулиця Тарці Кароя        | вул.               | н/н Брюлова                                | Брюллова Карла              |                                                                    | |
|                 | Бурча Василя              | вул.               |                                            | вул. Серпа і молота         |                                                                    | |

## В
| поштовий індекс | Теперішня назва                                                                | Тип | Уточнення, неправильна назва | Колишні назви                       | Місцевість, квартал, мікрорайон                                    | Що тут цікавого                                                                             |
| --------------- | ------------------------------------------------------------------------------ | --- | ---------------------------- | ----------------------------------- | ------------------------------------------------------------------ | ------------------------------------------------------------------------------------------- |
|                 | Вайди Степана                                                                  | вул. | нова (2011)                  |                                     | мкр інд. забуд. „Північний“ (мкр „Баняски“)                        |                                                                                             |
|                 | Вакарова Дмитра                                                                | вул. |                              |                                     | мкр Борок-телеп                                                    |                                                                                             |
|                 | Валленберга Рауля                                                              | вул. | н/н Валенберга               | вул. Маяковського Володимира (1994) | центр міста, пішохідна зона                                        |                                                                                             |
|                 | Ванзела Федора Василя Пагирі\|\| вул. вул \|\| \|\| \|\|урочище „Чернеча гора“ | Для довідки: Ванзел Федор(1930—1992) Закарпатський футболіст і тренер. Захищав кольори клубів елітного дивізіону „Шахтар“, „Динамо“ (Мінськ), ЦСКА (Москва), а також ужгородського „Спартак“. тренер ФК „Приладист“ Мукачево. |                              |                                     |                                                                    |                                                                                             |
|                 | Вулиця Капорнаї Йожефа                                                         | вул. |                              | Ватутіна Миколи                     |                                                                    |                                                                                             |
|                 | Великогірна                                                                    | вул. |                              |                                     |                                                                    |                                                                                             |
|                 | Великогірний                                                                   | провул. |                              |                                     |                                                                    |                                                                                             |
|                 | Венеліна-Гуци Юрія                                                             | вул. | нова (2007)                  |                                     | мкр інд. забудови „Новий“                                          |                                                                                             |
|                 | Вербицького Михайла                                                            | вул. | нова (2015)                  |                                     | кмжз в південній частині м. Мукачево в р-ні вул. Берегівська-бічна |                                                                                             |
|                 | Вербна                                                                         | вул. |                              |                                     | урочище „Павлова гора“                                             |                                                                                             |
|                 | Верді Джузеппе                                                                 | вул. |                              |                                     | мкр Підгоряни                                                      |                                                                                             |
|                 | Верхня                                                                         | вул. |                              |                                     | урочище „Чернеча гора“                                             |                                                                                             |
|                 | Верховинська                                                                   | вул. |                              |                                     |                                                                    |                                                                                             |
|                 | Виговського Івана                                                              | вул. |                              |                                     |                                                                    |                                                                                             |
|                 | Виноградна                                                                     | вул. |                              |                                     | мкр Росвигово                                                      |                                                                                             |
|                 | Вулиця Західна                                                                 | вул. | 2022                         | вул. Чайкіної Лізи                  |                                                                    |                                                                                             |
|                 | Вишнева                                                                        | вул. |                              |                                     | урочище „Чернеча гора“                                             |                                                                                             |
|                 | Вишні Остапа                                                                   | вул. | нова (2016)                  |                                     | кіжз по вул. Франка-Івана-бічна                                    | Для довідки: Вишня Остап — український письменник, новеліст, класикасатиричної прози ХХ ст. |
|                 | Вірага Юрія                                                                    | вул. |                              |                                     |                                                                    |                                                                                             |
|                 | Вітенбергера Миколи                                                            | вул. |                              | вул. Спортивна                      |                                                                    | Для довідки: Лікар–хірург (1909—1997).                                                      |
|                 | Вовчка Марка                                                                   | вул. | вул. Марка Вовчка            |                                     |                                                                    |                                                                                             |
|                 | Водна                                                                          | вул. |                              |                                     | мкр Росвигово                                                      |                                                                                             |
|                 | Водний                                                                         | провул. |                              |                                     |                                                                    |                                                                                             |
|                 | Вокзальна                                                                      | вул. |                              | вул. Енгельса Фрідріха              | мкр ДОСи                                                           |                                                                                             |
|                 | Володимира Великого                                                            | вул. |                              | вул. Робоча                         | мкр Борок-телеп                                                    |                                                                                             |
|                 | Волошина Августина                                                             | вул. |                              | вул. Комуністична (1994)            | центр міста, (пішоходна зона 300 м)                                |                                                                                             |
|                 | Воробйова Геннадія                                                             | вул. |                              | вул. Герцена Олександра до 2017     | мкр „Паланок“                                                      |                                                                                             |

## Г
| поштовий індекс | Назва                       | Тип     | Уточнення, неправильна назва                                    | Колишні назви                                                                                | Місцевість, квартал, мікрорайон                                                                | Що тут цікавого |
| --------------- | --------------------------- | ------- | --------------------------------------------------------------- | -------------------------------------------------------------------------------------------- | ---------------------------------------------------------------------------------------------- | --- |
|                 | Габди Василя                | вул.    |                                                                 |                                                                                              | урочище „Чернеча гора“                                                                         | Для довідки: Габда Василь [Архівовано 2 травня 2018 у Wayback Machine.] Закарпатський живописець, пейзажист. Заслужений художник УРСР (1981), народний художник України (2000), лауреат обласної премії ім. Й. Бокшая та А. Ерделі (1995). Член СХУ (1958, Закарпатська організація). |
|                 | Габермана Самуїла           | вул.    |                                                                 |                                                                                              | центральна частина міста                                                                       | |
|                 | Гавелки Йосипа              | вул.    |                                                                 |                                                                                              |                                                                                                | |
|                 | Вулиця Гуняді Яноша         | вул.    |                                                                 | Гагаріна Юрія                                                                                | мкр Борок-телеп                                                                                | |
|                 | Гаджеги Василя              | вул.    | 2016                                                            | вул. Інтернаціональна                                                                        |                                                                                                | Для довідки: Гаджега Василь (1863—1938) релігійний і культурно-освітній діяч, історик, педагог, редактор,перекладач Закарпаття. Один із засновників товариства „Просвіта“. Доктор богослов'я. |
|                 | Галицького Данила           | вул.    |                                                                 | вул. Університетська (Дзержинського)                                                         | мкр Росвигово                                                                                  | На вулиці Д. Галицького висаджено 98 дерев. |
|                 | Василя Гарагонича           | вул.    |                                                                 | Білоруська, Кастуся Калиновського]                                                           |                                                                                                | Для довідки: Василь Гарагонич |
|                 | Гашека Ярослава             | вул.    | 2016                                                            | вул. Кубанська                                                                               |                                                                                                | Для довідки: Гашек Ярослав (1883—1923) чеський письменник-сатирик автор твору»Пригоди бравого вояка Швейка". |
|                 | Героїв Карпатської України  | бульвар | новий (2008)                                                    |                                                                                              | мкр інд. забуд. «Північний» (р-н «Баняски»)                                                    | |
|                 | Вулиця Героїв Красного Поля | вул.    |                                                                 | вул. Данко, Чехова Антона                                                                    | центр (з'єднує вулиці — Зріні та Валенберга)                                                   | |
|                 | Героїв Майдану              | площа   | 2014 р                                                          | вул. Возз'єднання                                                                            | центральна частина житлового мкр Росвигово, обмежена вулицями Росвигівська та Генерала Петрова | Площа, на якій розташовано великий фонтан, прапор, 2 калини та меморіальний знак пам'яті Героям Майдану. Мукачівці між собою її називають площа «Злагоди». Алею троянд висадили восени 2009 р. у мкр Росвигово на площі Злагоди. Тут цвітуть квіти 3 відтінків –- червоні, абрикосові та білі. Посередині чергуються білі, жовті та червоні квіти. Загалом — 2652 кущів чайно–гібридного сорту троянди. Пік цвітіння алеї припадає на червень–липень. П'янким ароматом лип можна насолодитися прогулюючись по цій площі (липи висаджено у 2016 р.) |
|                 | Герца Юрія                  | вул.    | нова (2014)                                                     |                                                                                              | кжз "Берегівська, 40 «А»                                                                       | |
|                 | Глібова Леоніда             | вул.    |                                                                 |                                                                                              |                                                                                                | |
|                 | Вулиця Героїв Бучі          | вул.    |                                                                 | Глінки                                                                                       |                                                                                                | |
|                 | Глюка Гаврила               | вул.    | 2016                                                            | вул. Амурська                                                                                |                                                                                                | Для довідки: Глюк Гаврило (1912—1983) закарпатський живописець заслужений діяч мистецтв УРСР |
|                 | Гоголя Миколи               | вул.    |                                                                 |                                                                                              |                                                                                                | |
|                 | Гойди Юрія                  | бульвар |                                                                 |                                                                                              | мкр Росвигово                                                                                  | |
|                 | Головка Андрія              | вул.    | нова (2016)                                                     |                                                                                              | кіжз по вул. Франка-Івана-бічна                                                                | Для довідки: Головко Андрій — український письменник, критик, Лауреат Шевченківської премії (1969). |
|                 | Гомоная Євгена              | вул.    |                                                                 |                                                                                              | урочище «Чернеча гора»                                                                         | Для довідки: Гомонай Євген (1927—2015). Відомий спортсмен, футболіст та баскетболіст. Гравець футбольних команд «Більшовик», «Динамо» (Мукачево) 1945—1946 р., команди «Спартак» (Львів) 1948—1950 р. Багаторічний директор Мукачівської ДЮСШ. |
|                 | Вулиця Шушкевича Михайла    | вул.    |                                                                 | Гончарова Івана                                                                              |                                                                                                | |
|                 | Горіхова                    | вул.    |                                                                 |                                                                                              | урочище «Павлова гора»                                                                         | |
|                 | Грабаря Ігоря               | вул.    |                                                                 |                                                                                              |                                                                                                | |
|                 | Грабаря Ігоря               | пров.   |                                                                 |                                                                                              |                                                                                                | |
|                 | Грабовського Павла          | вул.    |                                                                 |                                                                                              |                                                                                                | |
|                 | Графа фон Шенборна          | вул.    |                                                                 | вул. Островського (1996-98)                                                                  | мкр «Паланок»                                                                                  | |
|                 | Гребінки Євгена             | вул.    |                                                                 |                                                                                              |                                                                                                | |
|                 | Вулиця Героїв Гостомеля     | вул.    |                                                                 | Грибоєдова                                                                                   | мкр Борок-телеп                                                                                | |
|                 | Грінченка Бориса            | вул.    | нова (2014)                                                     |                                                                                              | в масиві кв-лу інд. забуд. «Дулова»–"Північний" (ур. «Баняски»)                                | |
|                 | Грушевського Михайла        | вул.    |                                                                 | вул. Калініна Михайла (1996-98)                                                              | центральна частина міста                                                                       | |
|                 | Гузара Любомира             | вул.    | вул. Михайла Калініна + вул. Богомольця (вул. полк. Тюльпанова) | вул. Галана Ярослава (вул. Галана Я. — на вул. Степана Бандери — на вул. Гузара Л., 2017 р.) |                                                                                                | Для довідки: блаженнійший кардинал Любомир Гузар, голова Української греко-католицької церкви. |
|                 | Гулака-Артемовського Семена | вул.    | н/н Артемовського                                               |                                                                                              |                                                                                                | |
|                 | Гуртова Олексія             | вул.    | 2016                                                            | вул. Жовтнева                                                                                | мкр «Паланок»                                                                                  | Для довідки: Гуртов Олексій, почесний громадянин міста Мукачева, підполковник, який загинув захищаючи свободу та територіальну цілісність України, |

## Ґ
| поштовий індекс | Назва                    | Тип     | Уточнення, неправильна назва     | Колишні назви | Місцевість, квартал, мікрорайон | Що тут цікавого |
| --------------- | ------------------------ | ------- | -------------------------------- | ------------- | ------------------------------- | --------------- |
|                 | Ґренджі-Донського Василя | вул.    | н/н Донського, Гренджі Донського |               |                                 |                 |
|                 | Ґренджі-Донського Василя | провул. |                                  |               |                                 |                 |

## Д
| поштовий індекс | Назва                         | Тип     | Уточнення, неправильна назва                            | Колишні назви                                    | Місцевість, квартал, мікрорайон                                                | Що тут цікавого |
| --------------- | ----------------------------- | ------- | ------------------------------------------------------- | ------------------------------------------------ | ------------------------------------------------------------------------------ | --- |
|                 | Дарвіна Чарльза               | вул.    |                                                         |                                                  |                                                                                | |
|                 | Вулиця Добровольців           | вул.    |                                                         | Декабристів                                      | мкр Росвигово                                                                  | |
|                 | Дем'яна Луки                  | вул.    |                                                         |                                                  |                                                                                | |
|                 | Диканя Михайла                | вул.    | 2016                                                    | провулок Островського                            | мкр Паланок                                                                    | Для довідки: Дикань Михайло голова міськвиконкому 1966—1970 рр. |
|                 | Добрянського Адольфа          | вул.    | нова (2007)                                             |                                                  | мкр інд. забудови «Новий»                                                      | |
|                 | Довбуша Олекси                | вул.    |                                                         |                                                  |                                                                                | |
|                 | Довговича Василя              | вул.    | Василь Довгович (справжнє прізвище Довганич (1783—1849) |                                                  | мкр «Підмонастир»                                                              | |
|                 | Довженка Олександра           | вул.    | нова (2016)                                             |                                                  | кіжз по вул. Франка Івана-бічна                                                | Для довідки: Довженко Олександр — український письменник, кінорежисер, кінодраматург, класик світового кінематографу. |
|                 | Дорошенка Петра               | вул.    |                                                         | вул. Фурманова Дмитра                            | мкр ДОСи                                                                       | |
|                 | Вулиця Латоричний двір Федора | вул.    |                                                         | Достоєвського                                    | центральна частина міста                                                       | |
|                 | Драгоманова Михайла           | вул.    |                                                         | вул. Чапаєва Василя                              |                                                                                | |
|                 | Драгули Миколи                | вул.    |                                                         | вул. Павлика Морозова, вул. Іллі Еренбурга       |                                                                                | |
|                 | Дрогобича Юрія                | вул.    | нова (2016)                                             |                                                  | кіжз по вул. Франка Івана-бічна                                                | Для довідки: Дрогобич Юрій — відомий вчений епохи Відродження, освітній діяч, поет, філософ. Доктор медицини та філософії. Перший український автор друкованої книжки. |
|                 | Дулішковича Івана             | вул.    | н/н Долішковича                                         |                                                  |                                                                                | |
|                 | Дулова Василя                 | вул.    | новосформована (2009)                                   |                                                  | колишня територія «Центрального водозабору» по вул. Духновича, мкр інд. забуд. | |
|                 | Духновича Олександра          | пл.     | 2016                                                    | вул. Пушкіна будинки з № 1 по № 20 (до ЗОШ № 20) | центр міста, пішохідна зона                                                    | · Будинок міської ратуші, пл. Духновича, 2 (пл. Миру/вул. Пушкіна, № 2). Архітектурною домінантою площі і всього міста є міська Ратуша, побудована в 1904 р. в стилі сецесії з елементами неоготики. Одна з кращих будівель міських адміністрацій в Україні має форму літери «П» з внутрішнім двориком. Годинникова вежа, на якій великий дзвін сповіщає про швидкоплинність часу щогодини, а малий дзвін — кожні 15 хвилин, трохи виступає від стін магістрату на площу. Це перші в Європі куранти, які вміють відбивати час кожні чверть години. · Поблизу ратуші встановили 2 скульптури гусакам — туристу та фотографу. Вони майже метрової висоти і важать більше 45 кг. Це тільки перша партія. Загалом у місті встановлять 11 подібних фігур. Мукачівська мерія планує створити навіть спеціальний туристичний маршрут, де гостей зустрічатимуть саме гусаки. Адже гуси є символом покровителя міста — святого Мартина. На Закарпатті День Святого Мартина зазвичай відзначають гучно 11 листопада. П'янким ароматом лип можна насолодитися прогулюючись по цій вулиці (липи висаджено у 2016 р.) Для довідки: Духнович Олександр греко-католицький священник, просвітитель, україноруський письменник, педагог, поет, культурний діяч (1803—1865 рр.) |
|                 | Духновича Олександра          | вул.    |                                                         |                                                  | центральна частина міста                                                       | Вулицю від перехрестя Духновича — Возз'єднання до перехрестя Духновича–Садова–Стуса прикрашає алея із 142 кленів кулястих та 8 декоративних яблунь. |
|                 | Духновича Олександра          | провул. |                                                         |                                                  | центральна частина міста                                                       | |

## Е
| поштовий індекс | Назва             | Тип  | Уточнення, неправильна назва | Колишні назви             | Місцевість  | Що тут цікавого |
| --------------- | ----------------- | ---- | ---------------------------- | ------------------------- | ----------- | --------------- |
|                 | Еґана Едмунда     | вул. | н/н Єгана                    | вул. Егана                |             |                 |
|                 | Ерделі Адальберта | вул. |                              | вул. Артилерійська (1991) | мкр Паланок |                 |

## Є
| поштовий індекс | Назва                    | Тип  | Уточнення, неправильна назва | Колишні назви                                 | Місцевість               | Що тут цікавого |
| --------------- | ------------------------ | ---- | ---------------------------- | --------------------------------------------- | ------------------------ | --------------- |
|                 | Єлизавети королеви       | вул. | вул. Королеви Єлизавети      | вул. ХХІІ з'їзду КПРС (1991) вул. Т. Шевченка |                          |                 |
|                 | Єпархіальна              | вул. |                              | вул. 8 Березня                                |                          |                 |
|                 | Єреванська               | вул. |                              |                                               | мкр Борок-телеп          |                 |
|                 | Вулиця Скорика Мирослава | вул. |                              | вул. Мехліса Льва, вул. Єсеніна               | центральна частина міста |                 |

## Ж
| поштовий індекс | Назва             | Тип  | Уточнення, неправильна назва | Колишні назви                                 | Місцевість                      | Що тут цікавого |
| --------------- | ----------------- | ---- | ---------------------------- | --------------------------------------------- | ------------------------------- | --- |
|                 | Жатковича Георгія | вул. | нова (2007)                  |                                               | мкр інд. забудови «Новий»       | |
|                 | Жука Миколи       | вул. | 2016                         |                                               | кіжз по вул. Франка Івана-бічна | Для довідки: Жук Микола — учасник АТО, який загинув 25 січня 2015 р. Нагороджений орденом «За мужність» ІІІ ступеня (посмертно). Рішенням Мукачівської міської ради від 26 березня 2015 р присвоєно звання «Почесний громадянин міста Мукачева» посмертно. |
|                 | Жупана Василя     | вул. |                              |                                               | центральна частина міста        | |
|                 | Жупана Йосипа     | вул. |                              | вул. Валерія Чкалова, вул. Олександра Митрака |                                 | |
|                 | Журавлина         | вул. |                              |                                               | урочище «Чернеча гора»          | |

## 3
| поштовий індекс | Назва                    | Тип   | Уточнення, н/н | Колишні назви                                                                             | Місцевість                                                                                      | Що тут цікавого |
| --------------- | ------------------------ | ----- | -------------- | ----------------------------------------------------------------------------------------- | ----------------------------------------------------------------------------------------------- | --- |
|                 | Загребельного Павла      | вул.  | нова (2016)    |                                                                                           | кіжз по вул. Франка Івана-бічна                                                                 | Для довідки: Загребельний Павло — український письменник, Геройя України.                                                                                        |
|                 | Задора Дезидерія         | вул.  |                | вул. Дизедерія Задора                                                                     |                                                                                                 | |
|                 | Зайця Володимира         | вул.  |                | вул. Локоти Івана                                                                         | центр                                                                                           | |
|                 | Закарпатська             | вул.  |                |                                                                                           | мкр Підгоряни                                                                                   | |
|                 | Закарпатський            | пров. |                |                                                                                           | внутріквартальний проїзд житлової забудови вул. Закарпатська-Індустріальна. житл. мкр Росвигово | |
|                 | Залізнична               | вул.  |                |                                                                                           |                                                                                                 | |
|                 | Замкова гора             | вул.  |                |                                                                                           | замок «Паланок»                                                                                 | |
|                 | Заньковецької Марії      | вул.  | нова (2016)    |                                                                                           | кіжз по вул. Франка Івана-бічна                                                                 | Для довідки: Заньковецька Марія (1854—1934) — видатна українська актриса і театральна діячка.                                                                    |
|                 | Затишна                  | вул.  |                | вул. Плеханова Георгія                                                                    | мкр «Паланок»                                                                                   | |
|                 | Звенигородського Віталія | вул.  |                |                                                                                           | урочище «Чернеча гора»                                                                          | Для довідки: Звенигородський Віталій [Архівовано 2 травня 2018 у Wayback Machine.] (1931—2007) — член Національної Спілки художників України.                    |
|                 | Зелена                   | вул.  |                |                                                                                           | мкр Росвигово                                                                                   | |
|                 | Зріні Ілони              | вул.  |                | вул. Замкова, вул. Олександра Невського, вул. Короля Александра, вул. Карла Маркса (1991) |                                                                                                 | Ця вулиця з'єднує місто та замок. Раніше так і називалася Замкова. П'янким ароматом лип можна насолодитися прогулюючись по цій вулиці (липи висаджено у 2016 р.) |

## І, Й
| поштовий індекс | Назва              | Тип  | Уточнення, н/н | Колишні назви | Місцевість                                                         | Що тут цікавого |
| --------------- | ------------------ | ---- | -------------- | ------------- | ------------------------------------------------------------------ | --- |
|                 | Івасюка Володимира | вул. | нова (2016)    |               | кмжз в південній частині м. Мукачево в р-ні вул. Берегівська-бічна | |
|                 | Іоана Павла II     | вул. | 2016           | вул. В'ятська |                                                                    | Для довідки: Іоан Павло ІІ Папа Римський (1978—2005) римо–католицький польський єпископ, єпископ–помічник Кракова, а пізніше архієпископ–митрополит Краківський і кавалер Ордену Білого Орла; 6-й суверенний голова міста–держави Ватикан. Святий Католицької Церкви, канонізований 2014 р. |
|                 | Йокаї Мора         | вул. |                |               |                                                                    | |

## K
| поштовий індекс | Назва                            | Тип     | Уточнення                                        | Колишні назви | Місцевість, квартал, мікрорайон                                                                       | Що тут цікавого |
| --------------- | -------------------------------- | ------- | ------------------------------------------------ | --- | --- | --- |
|                 | Калабішки Олексія                | вул.    | 2018                                             | Маміна-Сибіряка Дмитра (н/н вул. Мамина-Сибіряка) | | Для довідки: Калабішка Олексій, почесний громадянин міста Мукачева, старший прапорщик, який загинув захищаючи свободу та територіальну цілісність України, |
|                 | Калнишевського Петра             | вул.    | нова (2016)                                      | | кіжз по вул. Франка Івана-бічна                                                                       | Для довідки: Калнишевський Петро — останній кошовий отаман Запорозької Січі у 1762 та 1765—1775 роках. |
|                 | Кальмана Імре                    | вул.    | нова (2015)                                      | | кмжз в південній частині м. Мукачево в р-ні вул. Берегівська-бічна                                    | |
|                 | Канальна                         | вул.    |                                                  | | | |
|                 | Карабелеша Андрія                | вул.    | н/н Корабелиша                                   | | мкр Росвигово                                                                                         | |
|                 | Карловського Берталона           | пров.   | нова (2014)                                      | | кжз "Берегівська, 40 «А»                                                                              | |
|                 | Карпенка-Карого Івана            | вул.    |                                                  | | мкр Росвигово                                                                                         | П'янким ароматом лип можна насолодитися прогулюючись по цій вулиці (липи висаджено у 2016 р.) |
|                 | Карпінського Платона             | вул.    |                                                  | | | |
|                 | Вулиця Турянина Федора           | вул.    |                                                  | Качалова Василя | | |
|                 | Качинського Леха                 | вул.    | нова (2010)                                      | | колишня територія «Центрального водозабору» по вул. Духновича, в р-ні вул. Дулова В., мкр інд. забуд. | |
|                 | Кашшая Антона                    | вул.    | нова (2016)                                      | | кмжз в південній частині м. Мукачево в р-ні вул. Берегівська-бічна                                    | |
|                 | Квітки-Основяненка Григорія      | вул.    |                                                  | | урочище «Чернеча гора»                                                                                | Для довідки: Квітка–Основяненко Григорій (1778—1843) — український прозаїк, драматург, журналіст, літературний критик і культурно–громадський діяч. Засновник художньої прози і жанру соціально–побутової комедії в класичній українській літературі. Твори письменника утверджували високі морально–етичні якості людини з народу, відіграли помітну роль у розвитку української мови. |
|                 | Квіткова                         | вул.    |                                                  | | урочище «Павлова гора»                                                                                | |
|                 | Керча Івана                      | вул.    |                                                  | вул. Керчі | | |
|                 | Керча Івана                      | провул. |                                                  | вул. Керчі | | |
|                 | Керченська                       | вул.    |                                                  | | мкр Борок-телеп                                                                                       | |
|                 | Київська                         | вул.    |                                                  | | | |
|                 | Кирила і Мефодія                 | пл.     | 2016                                             | пл. Миру (пл. Червоної Армії. площа Базарна, Ринок, Ракоці. Торгова площа, вул. Головна, пл. Арпада, вул. Масарика, пл. М. Горті, вул. Сталіна, вул. В. Леніна, пл. В. Леніна). | центральна частина міста, пішоходна зона                                                              | Пам'ятник Кирилу та Мефодію на початку одноіменної площі. У підніжжя пам'ятника святим облаштували квіткову клумбу у формі вишиванки. Пам'ятник щасливому сажотрусу, якого супроводжує кіт. За місцевою традицією вважається удачею зустріти сажотруса на вулиці, взятися за його ґудзик і загадати бажання. Мукачівський драматичний театр (пл. Кирила і Мефодія, 1). Будівлю для театру було побудовано в 1899 р. на місці торгових рядів на кошти городян. Проект і елементи в стилі сецесії (варіант модерну) нагадують театр в Будапешті. Протяжність площі близько 300 м і ширина близько 30 м, прикрашають її клумби, фонтан, білі магнолії кобус. Це місце проведення масових святкових заходів та виставок, щоричного фестивалю «Червене вино». Координати: 48°26'28"N 22°43'13"E. Для довідки: Кирило і Мефодій — слов'янські просвітителі та проповідники християнства, творці слов'янської азбуки, перші перекладачі богослужбових книг на слов'янську мову, брати. |
|                 | Кисельова Дениса                 | вул.    | 2016                                             | вул. Котовського Григорія | | |
|                 | Кіса Роберта                     | вул.    | 2016                                             | вул. Колгоспна | мкр Паланок                                                                                           | |
|                 | Клочурака Степана                | вул.    | виправлено помилку Клочарука, нова вулиця (2008) | | мкр інд. забуд. «Північний» (р-н «Баняски»)                                                           | |
|                 | Ключарська                       | вул.    |                                                  | | | |
|                 | Кобилянської Ольги               | вул.    | нова (2016)                                      | | кіжз по вул. Франка Івана-бічна                                                                       | Для довідки: Кобилянська Ольга (1863—1942) — українська письменниця, учасниця феміністичного руху на Буковині. |
|                 | Козінці Ференца                  | вул.    |                                                  | | | |
|                 | Козінці Ференца                  | пров.   |                                                  | | | |
|                 | Комана Михайла                   | вул.    | 2016                                             | вул. Волзька | | Для довідки: Коман Михайло —колишній футболіст та тренер ФК «Динамо Київ» (1928—2015). Має безліч нагород та відзнак. |
|                 | Вулиця Баллінга Яноша            | вул.    |                                                  | Комарова | мкр Паланок                                                                                           | |
|                 | Коменського Яна Амоса            | вул.    | н/н Каменського                                  | вул. ХХ з'їзду КПРС | мкр Росвигово                                                                                         | Шість років тому за ініціативи В. Балоги та за участі посла Японії уздовж вулиці Яна Амоса Коменського було висаджено 202 сакури. Дерева були посаджені на честь дружби та єдності між двома народами. (25.04.2017). |
|                 | Контратовича Ернеста             | вул.    | н/н Болтнікова, 2016                             | вул. Болотнікова Івана | | Для довідки: Контратович Ернест Закарпатський художник (1912—2009). 1991 — народний художник УРСР. |
|                 | Кооперативна                     | вул.    |                                                  | | | |
|                 | Коперника Миколи                 | вул.    | вул. Коперніка                                   | | | |
|                 | Корятовича Федора                | вул.    |                                                  | вул. Маргітича Івана | | |
|                 | Вулиця Дерусової Інни            | вул.    |                                                  | Космодем'янської Зої | | |
|                 | Космонавтів                      | вул.    |                                                  | | р-н «Шипка»                                                                                           | |
|                 | Коструба Георгія                 | вул.    |                                                  | вул. Єрмака | | |
|                 | Котляревського Івана             | вул.    |                                                  | | урочище «Чернеча гора»                                                                                | Для довідки: Котляревський Іван (1769–1838) український письменник, поет, драматург, основоположник сучасної української літератури, громадський діяч. Його поема «Енеїда» (1798) стала першим в українській літературі твором, написаним народною мовою. |
|                 | Котубея Золтана                  | вул.    |                                                  | | урочище «Чернеча гора»                                                                                | Для довідки: Волейбольний тренер, майстер спорту СРСР (1941—2003) |
|                 | Коцака Арсенія                   | вул.    |                                                  | вул. Коцаки | | |
|                 | Коцки Андрія                     | вул.    |                                                  | | | |
|                 | Коцюбинського Михайла            | вул.    |                                                  | | | |
|                 | Кошового Олега                   | вул.    | н/н Кошевого                                     | | | |
|                 | Кошута Лайоша                    | вул.    |                                                  | (колишня назва Фрунзе Михайла) | | |
|                 | Кралицького Анатолія             | вул.    | н/н Крилецького                                  | | | |
|                 | Крива                            | вул.    |                                                  | | центральна частина міста                                                                              | |
|                 | Вулиця Крилова Миколи            | вул.    |                                                  | Крилова Івана | мкр Борок                                                                                             | |
|                 | Вулиця Крилова Миколи-бічна      | вул.    |                                                  | Крилова Івана | мкр Борок                                                                                             | |
|                 | Вулиця Крилова Миколи за каналом | вул.    | Крилова з/к                                      | Крилова Івана з/к | мкр Борок                                                                                             | |
|                 | Кропивницького Марка             | вул.    |                                                  | | | |
|                 | Кротона-Фірцака Івана            | вул.    |                                                  | вул. Петра Великого | мкр Паланок                                                                                           | |
|                 | Крушельницької Соломії           | вул.    |                                                  | | урочище «Чернеча гора»                                                                                | Для довідки: Крушельницької Соломії (1872—1952) — українська оперна співачка, педагог. За життя С. Крушельницька була визнана найвидатнішою співачкою світу. Серед її численних нагород та відзнак, зокрема, звання «Вагнерівська примадонна» XX ст. Співати з нею на одній сцені вважали за честь Енріко Карузо, Тітта Руффо, Федір Шаляпін. Італійський композитор Джакомо Пуччіні подарував співачці свій портрет з написом «Найпрекраснішій і найчарівнішій Баттерфляй». Успіхи Соломії на оперних сценах світу були успіхами і визнанням української музики й мистецтва. |
|                 | Кукольника Василя                | вул.    |                                                  | вул. Кукульника | | Для довідки: російський вчений і педагог Василь Кукольник уродженець Мукачева. |
|                 | Кульчицького Сергія              | вул.    | 2016                                             | вул. Ростовська | мкр Борок-телеп                                                                                       | Для довідки: Кульчицький Сергій Військовий, генерал–майор, Герой України (1963—2014) начальник управління бойової та спеціальної підготовки Головного управління Національної гвардії України. |
|                 | Купальна                         | вул.    |                                                  | | центральна частина міста                                                                              | |
|                 | Куруців                          | вул.    |                                                  | вул. Танкістів (1991) | мкр Паланок                                                                                           | |

## Л
| поштовий індекс | Назва                   | Тип  | Уточнення, неправильні назви  | Колишні назви           | Місцевість                      | Що тут цікавого |  |
| --------------- | ----------------------- | ---- | ----------------------------- | ----------------------- | ------------------------------- | --- |  |
|                 | Лаборця князя           | вул. |                               |                         |                                 | Для довідки: Лаборець — князь ранньофеодальної держави слов'янських племен білих хорватів між Тисою і Дунаєм, вважається засновником Ужгорода.                                                       |  |
|                 | Лавківська              | вул. | н/н вул. Лавковська, Лавоцька | вул. Свердлова Якова    |                                 | |  |
|                 | Латорична               | вул. |                               |                         |                                 | |  |
|                 | Вулиця Тягура Михайла   | вул. |                               | Лебедєва Сергія         | мкр Росвигово                   | |  |
|                 | Левітана Ісаака         | вул. |                               |                         |                                 | |  |
|                 | Легоцького Тиводара     | вул. |                               |                         |                                 | |  |
|                 | Вулиця Чопея Івана      | вул. |                               | Леонова Олексія         |                                 | |  |
|                 | Леонтовича Миколи       | вул. | нова (2016)                   |                         | кіжз по вул. Франка Івана-бічна | Для довідки: Леонтович Микола(1877—1921), український композитор, хоровий диригент, громадський діяч, педагог, автор широковідомих обробок українських народних пісень для хору «Щедрик», «Дударик». |  |
|                 | Вулиця Паркова          | вул. |                               | Лермонтова              |                                 | |  |
|                 | Лисенка Миколи          | вул. |                               |                         | мкр ДОСи                        | |  |
|                 | Лінтура Петра           | вул. |                               |                         |                                 | |  |
|                 | Лісна                   | вул. | вул. Лісова                   |                         |                                 | поруч вулиці Шкільна та І. Франка |  |
|                 | Ліста Ференца           | вул. |                               |                         |                                 | |  |
|                 | Вулиця Тиводара Михайла | вул. |                               | Лобачевського Миколи    | мкр Паланок                     | |  |
|                 | Логойди Миколи          | вул. | 2018                          | вул. Жуковського Василя |                                 | Для довідки: Логойда Микола — відомий священник, богослов, делегат І-го з'їзду Народних комітетів Закарпатської України, почесний громадянин міста Мукачева, проживав на цій вулиці.                 |  |
|                 | Лодія Петра             | вул. |                               |                         |                                 | |  |
|                 | Вулиця Раца Дмитра      | вул. |                               | Ломоносова Михайла      |                                 | |  |
|                 | Лучкая Михайла          | вул. |                               |                         |                                 | П'янким ароматом лип можна насолодитися прогулюючись по цій вулиці (липи висаджено у 2016 р.) |  |
|                 | Львівська               | вул. |                               |                         |                                 | |  |

## М
| поштовий індекс | Назва                          | Тип     | Уточнення                      | Колишні назви                                                     | Місцевість                                                                | Що тут цікавого |
| --------------- | ------------------------------ | ------- | ------------------------------ | ----------------------------------------------------------------- | ------------------------------------------------------------------------- | --- |
|                 | Магарити Василя                | вул.    | 2016                           | вул. Белінського Віссаріона                                       |                                                                           | Для довідки: Магарита Василь Міський голова Мукачева 1955—1957 рр. |
|                 | Мазепи Івана гетьмана          | вул.    | нова (2008)                    |                                                                   | мкр інд. забуд. «Північний» (р-н «Баняски»)                               | |
|                 | Майбороди Платона              | вул.    |                                |                                                                   | урочище «Чернеча гора»                                                    | Для довідки: Майборода Платон (1918—1989) — український композитор, народний артист УРСР (з 1968 р.), лауреат Державної премії УРСР імені Т. Шевченка (1962), народний артист СРСР (з 1979 р.). Брат композитора Георгія Майбороди. Автор численних пісень і хорів, обробок народних пісень, а також ліричних пісень — в тому числі «Рушничок», «Якщо ти любиш», «Ми підем де трави похилі», «Київський вальс», симфонічна поема «Героїчна увертюра», вокальна–симфонічна поема «Тополя» (сл. Т. Шевченка), музика до драм. спектаклів та фільмів. |
|                 | Мала Насипна                   | вул.    |                                |                                                                   |                                                                           | |
|                 | Малешка Івана                  | вул.    |                                | провул. Перемоги до 2017                                          |                                                                           | |
|                 | Малильо Софії                  | вул.    |                                | вул. Терека Петра                                                 | центральна частина міста                                                  | Для довідки: Терек Павло — один із керівників крайової комуністичної організації, депутат чехословацького парламенту. |
|                 | Малинова                       | вул.    |                                |                                                                   | урочище «Чернеча гора»                                                    | |
|                 | Малишка Андрія                 | вул.    | нова (2015)                    |                                                                   | кмжз в південній частині м. Мукачево в р-ні вул. Берегівська-бічна        | |
|                 | Маміна-Сибіряка Дмитра         | вул.    |                                |                                                                   |                                                                           | |
|                 | Манайла Федора                 | вул.    |                                |                                                                   |                                                                           | |
|                 | Манайла Федора                 | провул. |                                |                                                                   |                                                                           | |
|                 | Маргітича                      | вул.    |                                | вул. Московська                                                   |                                                                           | |
|                 | Маргіттая Антонія              | вул.    | Новосформована (2010)          |                                                                   | колишня територія «Центрального водозабору» по вул. Духновича             | |
|                 | Марії Терезії                  | вул.    |                                |                                                                   | урочище «Чернеча гора»                                                    | Для довідки: Марії Терезії (1717—1780) — австрійська імператриця, яка активно проводила реформи в дусі освіченого абсолютизму. Засновниця Лотаринзької гілки династії Габсбургів, вона входить до числа представників династії, що користувались найбільшою популярністю. Марія Терезія сприяла відокремленню Мукачівської єпархії від Егерського єпископату. |
|                 | Мартона Степана (Іштвана)      | вул.    | нова (2007)                    |                                                                   | мкр інд. забудови «Новий»                                                 | |
|                 | Масарика Томаша                | вул.    | 2016                           | вул. Матросова Олександра (кол. вул. Потьомкіна)                  |                                                                           | Для довідки: Масарик Томаш — перший президент Чехословаччини (1850—1937) чехословацький філософ, політичний і державний діяч |
|                 | Медвецького Миколи             | вул.    | 2016                           | вул. Уральська                                                    |                                                                           | Для довідки: Медвецький Микола — Закарпатський художник (1930—2007) член Національної Спілки художників України з 1960 р. Заслужений художник України (1985). |
|                 | Мейгеша Юрія                   | вул.    |                                |                                                                   |                                                                           | |
|                 | Вулиця Балайті Йосифа          | вул.    |                                | Менделєєва Дмитра                                                 | мкр Борок-телеп                                                           | |
|                 | Вулиця Неймана Балтазара       | вул.    |                                | Мечнікова                                                         |                                                                           | |
|                 | Мешка Миколи                   | вул.    |                                | вул. Загоскіна Михайла до 2017                                    | мкр Паланок                                                               | |
|                 | Миклухо-Маклая Миколи          | вул.    | н/н Міклухо-Маклая             |                                                                   |                                                                           | |
|                 | Миколайчука Івана              | вул.    | нова (2015)                    |                                                                   | кмжз в південній частині м. Мукачево в р-ні вул. Берегівська-бічна        | |
|                 | Миру                           | вул.    |                                | вул. Йосипа Сталіна (вул. Сталіна + вул. Мункачі + вул. Шолохова) | центральна частина міста                                                  | Кафедральний Костел Святого Мартина (вул. Миру, 2), у 2017 р. на подвір'ї католицького храму встановлений пам'ятник Святому Мартину Турському. Автор Петро Матл. У Палаці князів Ракоці (інша назва «Білий палац», історична пам'ятка) по вул. Миру, 16 розміщується Дитяча художня школа ім. Міхая Мункачі. На подвір'ї школи встановлено погруддя М. Мункачі (у 2016 р. перенесено з пл. Миру) та меморіальну дошку М. Мункачі. У холі школи розташовано музей угорського художника М. Мункачі та гіпсова форма пам'ятника художнику, яка мала б стати повноцінним пам'ятником для міста. На вулиці Миру висаджено 114 дерев сакури. По вул. Миру рясним білим суцвіттями квітнуть бутони магнолії кобус. |
|                 | Миру                           | пров.   |                                |                                                                   |                                                                           | |
|                 | Мирного Панаса                 | вул.    | вул. Панаса Мирного            |                                                                   |                                                                           | |
|                 | Митрака Олександра             | вул.    |                                | вул. Чкалова Валерія                                              | мкр ДОСи                                                                  | |
|                 | Митрополита Володимира         | вул.    | 2016                           | вул. генерала Петрова Івана                                       | мкр Росвигово                                                             | Для довдіки: Митрополит Володимир (Сабодан) Митрополит Київський і всієї України (у миру Віктор Маркіянович Сабодан; 1935–2014 — архієрей Української православної церкви з 1966 року, у 1992–2014 рр. її предстоятель. |
|                 | Мички Золтана                  | вул.    | 2017                           | вул. Борканюка Олекси                                             |                                                                           | Для довідки: Мичка Золтан Федорович — почесний академік Національної академії мистецтв України, народний художник України. Борканюк Олекса (1901—1942), організатор партизанської боротьби на Закарпатті, секретар Закарпатського крайкому партії. |
|                 | Вулиця Героїв Ірпіня           | вул.    |                                | Мінська                                                           | мкр Борок-телеп                                                           | |
|                 | Міцкевича Адама                | вул.    |                                |                                                                   |                                                                           | |
|                 | Млавця Юрія                    | вул.    |                                |                                                                   | урочище «Чернеча гора»                                                    | Для довідки: Млавець Юрій (1909—1996) громадський діяч, краєзнавець, активний захисник архітектурних пам'яток Мукачева, зокрема Мукачівського замку. |
|                 | Млинська                       | вул.    | н/н Млинова, Млинна, Мельнична |                                                                   | центральна частина міста                                                  | |
|                 | Мозера Івана                   | вул.    |                                |                                                                   | урочище «Чернеча гора»                                                    | Для довідки: Мозер Іван закарпатський футболіст заслужений тренер (1933—2006) |
|                 | Молодіжна                      | вул.    |                                | вул. Героїв Ленінграду                                            | мкр «Пентагон»                                                            | |
|                 | Монастирська                   | вул.    |                                |                                                                   | в мкр вул. І. Франка, веде до Василіанського греко-католицького монастиря | |
|                 | Мондич Олени                   | вул.    | н/н Мондича                    |                                                                   |                                                                           | |
|                 | Мондока Івана                  | вул.    |                                |                                                                   | мкр Росвигово                                                             | |
|                 | Вулиця Данчевського Володимира | вул.    |                                | вул. Академіка Морозова                                           |                                                                           | |
|                 | Мудрого Ярослава               | вул.    | вул. князя Ярослава Мудрого    | вул. Леніна Володимира, проспект                                  | центральна частина міста                                                  | П'янким ароматом лип можна насолодитися прогулюючись по цій вулиці (липи висаджено у 2016 р.) |
|                 | Музикальна                     | вул.    | вул. Музична                   |                                                                   | центральна частина міста                                                  | |
|                 | Мункачі Мігая                  | вул.    |                                | вул. Взуттєва                                                     | центральна частина міста                                                  | Для довідки: угорський художник німецького походження Міхай Мункачі, уродженець Мукачева. |
|                 | Вулиця Героїв Волновахи        | вул.    |                                | Мусоргського Модеста                                              |                                                                           | |

## Н
| поштовий індекс | Назва                           | Тип   | Уточнення                | Колишні назви                                | Місцевість                                     | Що тут цікавого |
| --------------- | ------------------------------- | ----- | ------------------------ | -------------------------------------------- | ---------------------------------------------- | --- |
|                 | Набережна                       | вул.  |                          |                                              | мкр Окружна                                    | |
|                 | Набережна-бічна                 | вул.  |                          |                                              | мкр Окружна                                    | |
|                 | Набережна Незалежності          | вул.  |                          | вул. Мічуріна + вул. Першотравнева набережна | мкр Черемшина (Черьомушки), Центральна частина | Ділянка набережної річки Латориці (лівий берег) від вул. Валенбе до вул. Окружна. На google maps помилкову вказано назву вул. Івана Парканія. |
|                 | Набережний                      | пров. |                          |                                              |                                                | |
|                 | Нагірна                         | вул.  |                          |                                              | мкр Шипка                                      | |
|                 | Вулиця Скакуна Віталія адмірала | вул.  |                          | Нахімова Павла                               |                                                | |
|                 | Небесної Сотні                  | вул.  |                          | вул. Артема                                  |                                                | |
|                 | Вулиця Бадзьо Юрія              | вул.  |                          | вул. Маркса Карла, вул. Невського Олександра |                                                | |
|                 | Недецеї Яноша                   | вул.  |                          | вул. Кірова Сергія (1991)                    | центральна частина міста                       | |
|                 | Вулиця Ряшка Віктора            | вул.  |                          | Некрасова Миколи                             |                                                | |
|                 | Немировича-Данченка Володимира  | вул.  | н/н Немировича, Данченка |                                              | мкр Росвигово                                  | |
|                 | Нестора Літописця               | вул.  | нова (2016)              |                                              | кіжз по вул. Франка-Івана-бічна                | Для довідки: Нестор Літописець — київський літописець. Автор Житія святих князів Бориса і Гліба та Феодосія Печерського. Вважається упорядником (за іншою версією автором) Повісті минулих літ.                                                                             |
|                 | Німецька                        | вул.  | нова (2007)              |                                              | мкр інд. забудови «Новий»                      | |
|                 | Нова                            | вул.  |                          |                                              |                                                | |
|                 | Новицького Віктора              | вул.  | нова (2016)              |                                              | кіжз по вул. Франка-Івана-бічна                | Для довідки: Новицький Віктор — учасника АТО, який загинув 10 серпня 2014 р. Нагороджений орденом Богдана Хмельницького ІІІ ступеня (посмертно). Рішенням Мукачівської міської ради від 26 березня 2015 р. присвоєно звання «Почесний громадянин міста Мукачева» посмертно. |

## 0
| поштовий індекс | Назва                   | Тип  | Уточнення         | Колишні назви                            | Місцевість                      | Що тут цікавого |
| --------------- | ----------------------- | ---- | ----------------- | ---------------------------------------- | ------------------------------- | --- |
|                 | Об'їзна                 | вул. | н/н вул. Об'їздна |                                          |                                 | |
|                 | Одеська                 | вул. |                   |                                          | мкр ДОСи                        | П'янким ароматом лип можна насолодитися прогулюючись по цій вулиці (липи висаджено у 2016 р.)                                                                          |
|                 | Окружна                 | вул. |                   | вул. 50 років Жовтня                     |                                 | |
|                 | Ольбрахта Івана         | вул. |                   |                                          | мкр Паланок                     | |
|                 | Орлая Івана             | вул. | 2016              | вул. Пожарського Дмитра                  |                                 | Для довідки: Орлай Іван — учений–медик, письменник, освітній діяч, педагог. Доктор медицини. (1771—1829)                                                               |
|                 | Орлика Пилипа           | вул. |                   | вул. Крупської Надії                     | мкр Паланок                     | |
|                 | Оробця Юрія             | вул. |                   | вул. Кошута Лайоша — на вул. Оробця Юрія |                                 | |
|                 | Оросвигівського Андрели | вул. |                   |                                          |                                 | |
|                 | Вулиця Варшавська       | вул. |                   | Осипенка Олександра                      | мкр Паланок                     | |
|                 | Острозького Костянтина  | вул. | нова (2016)       |                                          | кіжз по вул. Франка-Івана-бічна | Для довідки: Острозький Констянтин — український князь, воєнний, політичний і культурний діяч, меценат Великого Князівства Литовського. Засновник Острозької академії. |

## П
| поштовий індекс | Назва                       | Тип     | Уточнення                    | Колишні назви                       | Місцевість                                  | Що тут цікавого |  |
| --------------- | --------------------------- | ------- | ---------------------------- | ----------------------------------- | ------------------------------------------- | --- |  |
|                 | Вулиця Чорі Юрія            | вул.    |                              | Павлова Івана академіка             |                                             | Вздовж вулиці висаджено 41 сакуру (11.04.2017) |  |
|                 | Павловича Олександра        | вул.    |                              |                                     | мкр Паланок                                 | |  |
|                 | Павлюка Олександра          | вул.    | 2016                         | вул. Петровського                   |                                             | |  |
|                 | Пагирі Василя               | вул.    |                              | пров. генерала Петрова Івана        |                                             | |  |
|                 | Паланок                     | площа   |                              | вул. Куйбишева Валеріана            | мкр Паланок                                 | костел Ісусового Серця (пл. Паланок, 2) |  |
|                 | Пам'ятна                    | вул.    | нова (2011)                  |                                     | мкр інд. забуд. «Північний» (мкр «Баняски») | |  |
|                 | Парканія Івана              | вул.    |                              | вул. Першотравнева                  | поблизу центральної частини міста           | Сквер по вул. Парканія перейменували «Парк імені Андрія Кузьменка» (2015). |  |
|                 | Партизанська                | вул.    |                              |                                     |                                             | |  |
|                 | Пасаж                       | провул. |                              |                                     |                                             | |  |
|                 | Патона Бориса               | вул.    |                              |                                     | урочище «Чернеча гора»                      | Для довідки: Патон Борис (нар. 27.11.1918, Київ, Українська Держава) — український науковець у галузі зварювальних процесів, металургії і технології металів, доктор технічних наук (1952); Президент НАН України (з 1962), перший нагороджений званням Герой України; директор Інституту електрозварювання імені Євгена Патона НАН України (з 1953); генеральний директор Міжгалузевого науково-технічного комплексу «Інститут електрозварювання імені Є. О. Патона» (з 1986).                                                                                                  |  |
|                 | Патруса-Карпатського Андрія | вул.    | нова (2008)                  |                                     | мкр інд. забуд. «Північний» (р-н «Баняски») | |  |
|                 | Перемоги                    | вул.    |                              |                                     |                                             | |  |
|                 | Петефі Шандора              | вул.    |                              |                                     |                                             | |  |
|                 | Петефі Шандора              | провул. |                              |                                     |                                             | |  |
|                 | Петкі Шандора               | вул.    | 2016                         | вул. Ударників                      |                                             | Для довідки: Петкі Шандор [Архівовано 28 березня 2018 у Wayback Machine.] (1917—2005) Член Національної Спілки художників України. |  |
|                 | Пивоварна                   | вул.    |                              |                                     |                                             | |  |
|                 | Пивоварний                  | провул. |                              |                                     |                                             | |  |
|                 | Вулиця Новака Андрія        | вул.    |                              | Пирогова Миколи                     |                                             | |  |
|                 | Південна                    | вул.    |                              | вул. Августина Штефана              | центральна частина міста                    | поряд з вул. Мічуріна (колишня територія «Зеленбуду») |  |
|                 | Північна-бічна              | вул.    |                              | вул. Північна-бокова                |                                             | |  |
|                 | Підгородська                | вул.    |                              |                                     | мкр Паланок                                 | |  |
|                 | Підгорянська                | вул.    |                              | вул. Радянська, вул. Петра Великого | мкр «Підгоряни»                             | |  |
|                 | Підзамкова                  | вул.    |                              |                                     | мкр Паланок                                 | |  |
|                 | Підлавочна                  | вул.    | Підлавочна                   |                                     |                                             | |  |
|                 | Підопригори                 | вул.    | полковника Підопригори Г. І. |                                     |                                             | |  |
|                 | Піщаний                     | тупик   | провул. ПІсчаний, 2017       | провул. Піщаний                     |                                             | |  |
|                 | Плюща Івана                 | вул.    |                              | вул. Вакуленчука Григорія до 2017 р | мкр Паланок                                 | |  |
|                 | Покидченка Михайла          | вул.    | нова (2016)                  |                                     | кіжз по вул. Франка-Івана-бічна             | Для довідки: Покидченко Михайло — учасник АТО, який загинув 5.12.2016 р. |  |
|                 | Полтавська                  | вул.    |                              |                                     | мкр Борок-телеп                             | |  |
|                 | Польова                     | вул.    |                              |                                     |                                             | |  |
|                 | Поневача Юлія               | вул.    | 2016                         | вул. Дем'яна Бідного                |                                             | Для довідки: Поневач Юлій —міський голова Мукачева 1961—1966 рр. |  |
|                 | Поперечна                   | вул.    |                              |                                     |                                             | |  |
|                 | Вулиця Семедія Іоанна       | вул.    |                              | Попова                              |                                             | |  |
|                 | Вулиця Селищна              | вул.    | Селищна, Поселкова           |                                     | мкр «Паланок»                               | |  |
|                 | Потушняка Федора            | вул.    |                              |                                     |                                             | |  |
|                 | Потушняка Федора            | пров.   |                              |                                     |                                             | |  |
|                 | Поштова                     | вул.    |                              |                                     |                                             | |  |
|                 | Вулиця Божук Ганни          | вул.    |                              | Пржевальського Миколи               |                                             | |  |
|                 | Проектна                    | вул.    |                              |                                     |                                             | |  |
|                 | Вулиця Північна             | вул.    |                              | Проніна Василія                     | мкр Росвигово                               | |  |
|                 | Пряшівська                  | вул.    |                              |                                     | мкр Борок-телеп                             | |  |
|                 | Пряшівська-бічна            | вул.    |                              |                                     | мкр Борок-телеп                             | |  |
|                 | Пулюя Івана                 | вул.    | нова (2016)                  |                                     | кіжз по вул. Франка-Івана-бічна             | Для довідки: Пулюй Іван (1845—1918), етнічний український фізик і електротехнік, винахідник, організатор науки, публіцист, перекладач Біблії українською мовою, громадський діяч. Дійсний член Наукового товариства імені Шевченка. |  |
|                 | Пуччіні Джакомо             | вул.    | н/н Пучіні                   |                                     |                                             | |  |
|                 | Вулиця Соборна              | вул.    |                              | Соборна -будинки з № 21 по № 62А    | центр міста, пішохідна зона                 | Центральну вулицю міста прикрашає алея тюльпанових дерев (73 дерева, 2017 р.). Загальна довжина вулиці з тюльпановими деревами становить 330 м і є найдовшою алеєю цього виду дерева в країні. Тюльпанове дерево або ліріодендрон відноситься до сімейства магнолієвих. Це одне з найбільших квітучих дерев в світі. |  |
|                 | Пчілки Олени                | вул.    |                              |                                     | урочище «Чернеча гора»                      | Для довідки: Пчілка Олена (справжнє ім'я Ольга Петрівна Косач, з дому Драгоманова; 1849—1930) — українська письменниця, перекладач, етнограф, публіцист, громадський діяч, член–кореспондент Всеукраїнської академії наук. Національні і соціальні мотиви становили основний зміст творів О. Пчілки, в яких вона виступала проти денаціоналізації, русифікації, проти національного і політичного гніту, проти чужої школи з її бездушністю та формалізмом, показувала, як національно свідома українська молодь в добу глухої реакції шукала шляхів до визволення свого народу. |  |

## Р
| поштовий індекс | Назва                   | Тип  | Уточнення                      | Колишні назви                        | Місцевість                                  | Що тут цікавого |
| --------------- | ----------------------- | ---- | ------------------------------ | ------------------------------------ | ------------------------------------------- | --- |
|                 | Раковського Івана       | вул. | 2016                           | провулок Щепкіна                     |                                             | Для довідки: Раковський Іван (1874—1949) — український антрополог і зоолог, педагог, громадський діяч.                                   |
|                 | Ракоці Ференца ІІ       | вул. |                                |                                      |                                             | |
|                 | Реваїв братів           | вул. | вул. Братів Реваїв нова (2008) |                                      | мкр інд. забуд. «Північний» (р-н «Баняски») | |
|                 | Резервна                | вул. |                                |                                      |                                             | |
|                 | Вулиця Героїв Охтирки   | вул. |                                | вул. Героїв Охтирки                  | центральна частина міста                    | |
|                 | Вулиця Героїв Чернігова | вул. | н/н Корсакова                  |                                      |                                             | |
|                 | Вулиця Срібна           | вул. |                                |                                      |                                             | |
|                 | Вулиця Лікарняна        | вул. |                                |                                      |                                             | |
|                 | Ринкова                 | вул. |                                | вул. Возз'єднання                    |                                             | |
|                 | Роглєва Миколи          | вул. |                                | вул. Пархоменка Олександра           | центр міста                                 | Для довідки: Пархоменко Олександр (1884—1921) — учасник бойових дій в Україні 1917—1921 рр., червоний командир.                          |
|                 | Ромжіі Теодора          | вул. |                                | вул. Героїв Сталінграда (Волгограда) |                                             | |
|                 | Росвигівська            | вул. |                                | вул. 60 років СРСР                   | мкр Росвигово                               | На вулиці Росвигівській висаджено 59 дерев.                                                                                              |
|                 | Руденка Миколи          | вул. | нова (2016)                    |                                      | кіжз по вул. Франка-Івана-бічна             | Для довідки: Руденко Микола — український письменник, філософ, громадський діяч, керівник Української Гельсінської Групи. Герой України. |
|                 | Русина Василя           | вул. | Рилеєва                        | вул. Рилєєва Кіндрата                |                                             | |
|                 | Руська                  | вул. |                                |                                      | мкр «Підгоряни»                             | |

## С
| поштовий індекс | Назва                              | Тип  | Виправлення помилок    | Колишні назви                                                                                             | Місцевість, квартал, мікрорайон                                    | Що тут цікавого |
| --------------- | ---------------------------------- | ---- | ---------------------- | --- | ------------------------------------------------------------------ | --- |
|                 | Сагайдачного Петра                 | вул. | нова (2015)            | вул. Гвардійська                                                                                          | кмжз в південній частині м. Мукачево в р-ні вул. Берегівська-бічна | |
|                 | Садова                             | вул. |                        | |                                                                    | 19.11.2016 р. висаджено 80 сакур на новій набережній річки Латориці в межах парку «Перемога» по вул. Садова, 30А. |
|                 | Свалявська                         | вул. |                        | вул. Піонерів (від з/д переїзду до вул. Сороча)                                                           |                                                                    | |
|                 | Свиди Василя                       | вул. |                        | вул. Щорса Миколи                                                                                         | мкр Підгород                                                       | |
|                 | Світанкова                         | вул. |                        | вул. Клари Цеткін                                                                                         |                                                                    | |
|                 | Світла                             | вул. |                        | |                                                                    | |
|                 | Свободи                            | вул. |                        | | центральна частина міста                                           | |
|                 | Свято-Миколаївська                 | вул. | 2016                   | вул. Короленка Володимира                                                                                 |                                                                    | |
|                 | Свято-Михайлівська                 | вул. | 2016                   | вул. Індустріальна                                                                                        | мкр Підгоряни                                                      | |
|                 | Вулиця Фраткіна Володимира         | вул. | н/н вул. Сеченова      | |                                                                    | |
|                 | Сільвая Івана                      | вул. |                        | | центр                                                              | |
|                 | Сковороди Григорія                 | вул. | нова (2015)            | вул. Пака Шандора (вул. Піонерів — від вул. Духновича до з/д переїзду — від № 1 по № 75, від № 2 по № 68) | кмжз в південній частині м. Мукачево в р-ні вул. Берегівська-бічна | |
|                 | Сліпого Йосипа кардинала           | вул. | нова (2015)            | | кмжз в південній частині м. Мукачево в р-ні вул. Берегівська-бічна | |
|                 | Сливова                            | вул. |                        | | урочище «Чернеча гора»                                             | |
|                 | Слов'янська                        | вул. |                        | вул. Щаслива, вул. Пролетарська                                                                           |                                                                    | |
|                 | Сметани Берджиха                   | вул. |                        | | урочище «Чернеча гора»                                             | Для довідки: Сметана Берджих (1824—1884) — відомий чеський композитор. Основний твір — симфонія «Моя країна». |
|                 | Солігана Івана                     | вул. |                        | | урочище «Чернеча гора»                                             | Для довідки: Соліган Іван — голова міськвиконкому 1970—1973 рр. |
|                 | Солов'їна                          | вул. |                        | вул. Гвардійська за каналом                                                                               | мкр Борок-телеп                                                    | |
|                 | Сонячна                            | вул. |                        | вул. Свердлова Якова                                                                                      |                                                                    | |
|                 | Сороча                             | вул. |                        | |                                                                    | |
|                 | Спартака                           | вул. |                        | |                                                                    | |
|                 | Ставровського-Попрадова Юлія       | вул. | н/н вул. Ставровського | | мкр Паланок                                                        | |
|                 | Вулиця Шаша Андрія                 | вул. |                        | вул. Павла Тичини, Станіславського Костянтина                                                             |                                                                    | |
|                 | Стара                              | вул. |                        | | мкр Підгоряни                                                      | |
|                 | Старицького Михайла                | вул. | нова (2015)            | | кмжз в південній частині м. Мукачево в р-ні вул. Берегівська-бічна | |
|                 | Вулиця Ружички Іржі                | вул. |                        | Стасова Володимира                                                                                        |                                                                    | |
|                 | Степова                            | вул. |                        | провул. Степовий до 28.03.2017 р                                                                          |                                                                    | |
|                 | Стефаника Василя                   | вул. |                        | | мкр Борок-телеп                                                    | |
|                 | Стеценка Кирила                    | вул. | Стеценко               | |                                                                    | |
|                 | Стеця Павла                        | вул. |                        | вул. Тельмана Ернста                                                                                      |                                                                    | |
|                 | Стойки Олександра                  | вул. |                        | |                                                                    | |
|                 | Ступки Богдана                     | вул. | нова (2016)            | | кіжз по вул. Франка-Івана-бічна                                    | Для довідки: Ступка Богдан — український актор театру та кіно, лауреат Шевченківської премії, Герой України. |
|                 | Стуса Василя                       | вул. |                        | вул. Червонопрапорна                                                                                      | центральна частина міста                                           | |
|                 | Вулиця Дзись-Войнаровського Миколи | вул. | вул. Сурикова          | |                                                                    | |
|                 | Сухомлинського Василя              | вул. |                        | вул. Ольмінського Михайла                                                                                 | мкр Борок-телеп                                                    | Для довідки: Ольмінський Михайло (1863—1933) — діяч революційного руху в Росії, активний учасник боротьби за Радянську владу в Москві, член Замоскворецького Військово-революційного комітету. З грудня 1917 член колегії Наркомфіну. У 1918–20 член редколегії газети «Правда», з 1918 професор Соціалістичної, потім Комуністичної академії; член бригади лекторів в агітпоїздах ВЦИК і агітпоїзді «Жовтнева революція», делегат другого конгресу Комінтерну. |
|                 | Сяркевича Юрія                     | вул. |                        | | р-н вул. Великогірна                                               | Для довідки: Сяркевич Юрій (1944—2015) — закарпатський художник. Член Спілки художників України з 1989 р. Заслужений художник України (2004). |

## Т
| поштовий індекс | Назва                    | Тип   | Уточнення                   | Колишні назви               | Місцевість             | Що тут цікавого |
| --------------- | ------------------------ | ----- | --------------------------- | --------------------------- | ---------------------- | --- |
|                 | Телігии Олени            | вул.  | 2016                        | вул. Фадєєва Олександра     |                        | Для довідки: Теліга Олена (1906—1942) — українська поетеса, публіцист, літературний критик, діячка ОУН. |
|                 | Терелі Йосипа            | вул.  | н/н вул. Краснодонців, 2016 | вул. Краснодонська          |                        | Для довідки: Тереля Йосип (1943—2009) — греко-католицький дисидент. Український містик, мученик, сучасний пророк та ясновидець із Західної України, письменник, в'язень совісті, політемігрант з СРСР, жив у Торонто.                                                                                        |
|                 | Тиха                     | вул.  |                             |                             |                        | |
|                 | Тичини Павла             | вул.  | провул. Пісарєва, Пісарева  | провул. Писарєва Дмитра     |                        | Для довідки: Пісарев Дмитро (1840—1867) — російський публіцист і літературний критик. Заперечував значимість творчості Пушкіна, Гоголя, Лермонтова. |
|                 | Вулиця Данканича Михайла | вул.  |                             | вул. Тімірязєва Климента    | мкр Паланок            | |
|                 | Вулиця Ліцейна           | вул.  |                             | пров. Тімірязєва Климента   | мкр Паланок            | |
|                 | Токаря Михайла           | вул.  |                             | вул. Писарєва Дмитра        |                        | Американські липи висадили у районі вулиць М. Токаря — І. Франка. У травні 2017 р. було висаджено 240 американських лип на вулиці Михайла Токаря. Американська липа — швидкоростуче дерево, виростає до 30 м у висоту. У молодого дерева конусоподібна, густа розгалужена крона, яка з роками стає округлою. |
|                 | Вулиця Андрія Літуна     | вул.  |                             | вул. Андрія Літуна          |                        | 43 сакури розквітнуть весною на цій вулиці. |
|                 | Томчанія Михайла         | вул.  | 2016                        | пров. Миколи Чернишевського | мкр Паланок            | Для довідки: Томчаній Михайло (1914—1975) — український письменник русинсько-угорського походження. |
|                 | Трояна Михайла           | вул.  | 2013                        | вул. Комунарів              |                        | Для довідки: Троян Михайло — (1923–1987) — український радянський історик; дослідник історії Угорщини та Закарпаття. Михайла Трояна, До 90-річчя від дня народження історика вулицю Комунарів перейменували на честь дослідника.                                                                             |
|                 | Трудова                  | вул.  |                             |                             |                        | |
|                 | Тупікова                 | вул.  |                             |                             |                        | |
|                 | Вулиця Люташина Андрія   | вул.  |                             | Тургенєва Івана             |                        | |
|                 | Туряниці Івана           | вул.  |                             |                             |                        | |
|                 | Туряниці Івана           | пров. |                             |                             |                        | |
|                 | Тюльпанова               | вул.  |                             |                             | урочище «Павлова гора» | |

## У
| поштовий індекс | Назва           | Тип     | уточнення | Колишні назви         | Місцевість                                | Що тут цікавого |
| --------------- | --------------- | ------- | --------- | --------------------- | ----------------------------------------- | --- |
|                 | Ужгородська     | вул.    |           |                       |                                           | Найдовша алея сакур у Закарпатті знаходиться на вулиці Ужгородській. Довжина квітучої алеї — 1 371 м, тут висаджено 252 сакур. Її було висаджено у 2013 р. Загалом довжина вулиць із сакурами в місті більше 4 км. І з кожним роком сакур стає більше. За останні 10 років в Мукачеві висадили понад 6 тисяч сакур — цілими алеями. Тільки за останні 2 роки — 1674 дерев. У місті також створили мапу цвітіння сакур, аби краянам та гостям Закарпаття було легше знайти квітучі японські вишні. |
|                 | Ужгородський    | провул. |           |                       |                                           | |
|                 | Українська      | вул.    |           |                       |                                           | |
|                 | Українки Лесі   | вул.    |           | вул. Лесі Українки    | мкр Паланок                               | |
|                 | Університетська | вул.    |           | вул. Червоноармійська | мкр Росвигово, р-н набережной р. Латорица | |

## Ф
| поштовий індекс | Назва                    | Тип     | Уточнення   | Колишні назви                           | Місцевість                | Що тут цікавого |
| --------------- | ------------------------ | ------- | ----------- | --------------------------------------- | ------------------------- | --- |
|                 | Фабрична                 | вул.    |             |                                         |                           | |
|                 | Фединця Олександра       | вул.    | нова (2007) |                                         | мкр інд. забудови «Новий» | |
|                 | Вулиця Успенська         | вул.    |             | вул. Ворошилова Климента, Федорова Іван | центральна частина міста  | Японська сакура дивує тим, що квітне по три рази на рік. Місцеві мешканці прозвали дерево «шаленим». 2019 року вона зацвіла незважаючи на зниження температури до мінус восьми градусів. Цього разу дерево вперше заквітло на Різдво. Сакура має популярність серед туристів. Знайти її можна в самому центрі міста на вулиці Федорова між двома храмами. |
|                 | Федьковича Юрія          | вул.    |             |                                         | урочище «Чернеча гора»    | Для довідки: Федькович Юрій (1834—1888) — український письменник-романтик, культурно-освітній діяч, передвісник українського національного відродження Буковини. Федькович поєднував впливи західно–європейського романтизму з буковинським фольклором. Його поеми присвячені героїчним подвигам опришків, месників за кривду народу: «Довбуш» (1862), «Юрій Гінда», «Лук'ян Кобилиця» (1865), «Киртчалі», «Шипітські берези» та ін. Частина поетичної творчості Федьковича позначена впливом Т. Шевченка. |
|                 | Вулиця Хлипняча Ярослава | вул.    |             | Філатова Володимира                     |                           | Найстаріша сакура Закарпаття росте по цій вулиці. |
|                 | Франка Івана             | вул.    |             |                                         | центр міста               | Липові алеї висадили у районі вулиць І. Франка — М. Токаря. У травні 2017 р. на вулиці Івана Франка було висаджено 162 американські липи. Американська липа — швидкоростуче дерево, виростає до 30 м у висоту. У молодого дерева конусоподібна, густа розгалужена крона, яка з роками стає округлою. |
|                 | Франка Івана             | провул. |             |                                         |                           | |
|                 | Івана Франка-бічна       | вул.    |             |                                         | мкр Борок-телеп           | |
|                 | Івана Франка             | вул.    |             | вул. Івана Франка                       |                           | |

## Х, Ц
| поштовий індекс | Назва                 | Тип  | Уточнення             | Колишні назви                  | Місцевість                                                                     | Що тут цікавого |
| --------------- | --------------------- | ---- | --------------------- | ------------------------------ | ------------------------------------------------------------------------------ | --- |
|                 | Хащинської Римми      | вул. | вул. Залізняка        | вул. Залізняка Максима до 2017 |                                                                                | |
|                 | Хвильового Миколи     | вул. |                       |                                | урочище «Чернеча гора»                                                         | Для довідки: Хвильовий Микола (справжнє ім'я Микола Григорович Фітільов), 1893—1933 — український прозаїк, поет, публіцист, один з основоположників пореволюційної української прози. На знак протесту проти початку масових репресій проти української творчої інтелігенції 13.05.1933 р. в Харкові, в будинку письменників «Слово», покінчив життя самогубством. |
|                 | Химинця Юліана        | вул. | Новосформована (2010) |                                | колишня територія «Центрального водозабору» по вул. Духновича, мкр інд. забуд. | |
|                 | Хмельницького Богдана | вул. |                       |                                |                                                                                | |
|                 | Цібере Василя         | вул. | 2016                  | вул. Суворова Олександра       | мкр Борок-телеп                                                                | Для довідки: Цібере Василь закарпатський педагог та художник (1931—2007). |
|                 | Цібере Павла          | вул. | новосформована (2010) |                                | колишня територія «Центрального водозабору» по вул. Духновича, мкр інд. забуд. | |

## Ч
| поштовий індекс | Назва                            | Тип  | Уточнення   | Колишні назви            | Місцевість                                  | Що тут цікавого |
| --------------- | -------------------------------- | ---- | ----------- | ------------------------ | ------------------------------------------- | --- |
|                 | Чайковського Петра               | вул. |             |                          |                                             | |
|                 | Чендея Івана                     | вул. | 2016        | вул. Радіщева Олександра |                                             | Для довідки: Чендей Іван — закарпатський письменник, кіносценарист (1922—2005). Автор сценарію «Тіней забутих предків». |
|                 | Червона Гора                     | вул. |             |                          |                                             | |
|                 | Червоногірна                     | вул. |             |                          |                                             | |
|                 | Черемшини Марка                  | вул. |             |                          | урочище «Чернеча гора»                      | Для довідки: Черемшина Марко (справжнє ім'я: Іван Юрійович Семанюк) 1874—1927; український письменник і громадський діяч, адвокат, доктор права. Перша книга письменника — «Карби. Новели з гуцульського життя»: «Святий Николай у гарті», «Хіба даруймо воду», «Раз мати родила», «Зведениця», «Більмо» та інші (разом 15), — присвячені зображенню життя темного й зубожілого гуцульського селянства за Австрії. Саме ця книжка відразу поставила М. Черемшину на одне з чільних місць серед українських новелістів початку XX ст. |
|                 | Чернеча Гора                     | вул. |             |                          |                                             | |
|                 | Вулиця Чобану Степана            | вул. |             | Гастелло Миколи          |                                             | |
|                 | Чорнобая Романа                  | вул. | нова (2016) |                          | кіжз по вул. Франка-Івана-бічна             | Для довідки: Чорнобай Роман — учасник АТО, який загинув 09.02.2015 р. Нагороджений орденом «За мужність» ІІІ ступеня (посмертно). Рішенням Мукачівської міської ради від 26.03.2015 р. присвоєно звання «Почесний громадянин міста Мукачева» посмертно. |
|                 | Чорновола В'ячеслава Максимовича | вул. | нова (2008) |                          | мкр інд. забуд. «Північний» (р-н «Баняски») | |
|                 | Чубинського Павла                | вул. |             | вул. Сергія Лазо         |                                             | |

## Ш, Щ
| поштовий індекс | Назва                          | Тип   | Уточнення                  | Колишні назви                                                  | Місцевість | Що тут цікавого |
| --------------- | ------------------------------ | ----- | -------------------------- | -------------------------------------------------------------- | --- | --- |
|                 | Шафарі Ласло                   | вул.  |                            |                                                                | | |
|                 | Вулиця Баторі Жофії            | вул.  |                            | Шевцової Люби                                                  | мкр Підгород | |
|                 | Шевченка Тараса                | пл.   |                            |                                                                | мкр Росвигово; біля Мукачівського державного університету, обмежена вул. Ужгородська, Університетська, Філатова                                                           | Погруддя Кобзареві на площі перед Мукачівським державним університетом. |
|                 | Шевченка Тараса                | вул.  |                            |                                                                | | |
|                 | Шевченка Тараса                | пров. |                            |                                                                | | |
|                 | Шепи Антона                    | вул.  | 2016                       | вул. Анатолія Луначарського                                    | | Для довідки: Шепа Антон (1928—2013) — закарпатський художник–живописець, ЧленНаціональної спілки художників України (від 1960 р.). Заслужений художник України (2008). |
|                 | Шептицького Андрея митрополита | вул.  | 2017                       | вул. Туряниці І.– на вул. Р. Шухевича — на вул. Шептицького А. | мкр Росвигово (в. Шептицького А. з'єднає в. Митрополита Володимира (колишню Генерала Петрова) з кільцевою розв'язкою на трасі Київ-Чоп, навпроти гіпермаркету «Епіцентр») | |
|                 | Шерегіїв братів                | вул.  | вул. братів Шерегіїв, 2016 | вул. Миколи Добролюбова                                        | | Для довідки: Культурні діячі: Шерегій Юрій (1907—1990) — український театральний режисер, драматург) та Шерегій Євген (1910—1985) — актор, композитор, диригент. |
|                 | Мистецька                      | вул.  |                            | Шишкіна Івана                                                  | мкр Підгоряни | вул. Мистецька переходить в Індустріальну, останню перейменували на Свято–Михайлівську |
|                 | Вулиця Текелі Імре             | вул.  |                            | Шишкова В'ячеслава                                             | мкр Паланок | |
|                 | Шкільна                        | вул.  |                            |                                                                | | |
|                 | Шолтеса Золтана                | вул.  | 2016                       | вул. Пугачова Омеляна                                          | | Для довідки: Шолтес Золтан — маляр–пейзажист, заслужений художник України (1909—1990) |
|                 | Штефана Августина              | вул.  | 2016                       | вул. Максима Горького                                          | центр міста | Для довідки: Штефан Августин — директор Мукачівської Торгової Академії (1922—1938 рр) український педагог, освітянин, суспільно–політичний діяч, Голова Сойму Карпатської України. |
|                 | Штолцеля Вільгельма            | вул.  |                            | вул. Михайла Бакуніна                                          | мкр Підгород; р-н вул. Герцена-Бакуніна | |
|                 | Штолцеля Вільгельма            | пров. |                            |                                                                | мкр Підгород; кмжз в р-ні вул. Герцена-Бакуніна (колишня) | |
|                 | Штрауса Йогана                 | вул.  |                            |                                                                | урочище «Чернеча гора» | Для довідки: Штраус Йоган (1804—1849) — австрійський композитор, скрипаль і диригент. Його вважають родоначальником музичної династії Штраусів. Він був творцем нового типу вальсу, так званого віденського, що отримав широке поширення завдяки ритмічної гнучкості і мелодійної виразності. |
|                 | Вулиця Пашкуя Золтана          | вул.  |                            | Щепкіна Михайла                                                | | |

## Я
| поштовий індекс | Назва               | Тип   | Уточнення | Колишні назви | Місцевість             | Що тут цікавого |
| --------------- | ------------------- | ----- | --------- | ------------- | ---------------------- | --------------- |
|                 | Яблунева            | вул.  |           |               | урочище «Павлова гора» |                 |
|                 | Яворницького Дмитра | вул.  |           |               | мкр Росвигово          |                 |
|                 | Яворницького Дмитра | пров. |           |               | мкр Росвигово          |                 |

## Цифри
| поштовий індекс | Назва                                  | Тип  | Уточнення, неправильна назва          | Колишні назви                                      | Місцевість                                     | Що тут цікавого |
| --------------- | -------------------------------------- | ---- | ------------------------------------- | -------------------------------------------------- | ---------------------------------------------- | --------------- |
|                 | 16 Липня                               | вул. |                                       |                                                    | пролягає від вул. Окружна до дамби р. Латориця |                 |
|                 | 128-ї окремої гірсько-піхотної бригади | вул. |                                       | вул. Севастопольська до 10.04.2017 р               |                                                |                 |
|                 | 26 Жовтня                              | вул. |                                       | вул. Андрія Жданова, Урядницька, Лазаря Кагановича |                                                |                 |
|                 | Вулиця Луціва Миколи                   | вул. | вул. Ю. Млавця, Вулиця 28 Панфіловців |                                                    |                                                |                 |

### Розбіжності
1. Вулицю Готвальда перейменували на вулицю Амосова Миколи академіка (за рішенням ВК № 356 від 27.12.2016 р.). Новосформовану вулицю у кварталі малоповерхової житлової забудови в південній частині міста Мукачево в районі вул. Берегівська-бічна (рішення МВК № 78 від 24.03.2015 р.) назвали на честь Академіка Амосова Миколи, то ж в місті дві вулиці з однаковими назвами.
2. Новосформовану вулицю у кварталі малоповерхової житлової забудови в південній частині міста Мукачево в районі вул. Берегівська-бічна (рішення МВК № 78 від 24.03.2015 р.) назвали на честь Сковороди Григорія. Вулицю Пака Шандора перейменували на вулицю Сковороди Григорія (за рішенням ВК № 356 від 27.12.2016 р.), то ж в місті дві вулиці з однаковими назвами.
3. Вулицю Горького — на вулицю Штефана Августина, вулицю Штефана Августина, яка знаходиться поряд з вул. Мічуріна (колишня територія «Зеленбуду») — на вулицю Південну (рус. Южная).  
4. Незрозуміло це вулицю Московська — на вул. Маргітича Івана, вулицю Маргітича — на вулицю Корятовича Федора двічі перейменували або це дві різні вулиці?

### Немає
У жодному Переліку нема вул. Автомобілістів, а на Гугл карті вулиця є.
У жодному списку нема вул. Бічна.
У списку 2017 р. нема вул. Насипна.
У списку 2017 р. нема пров. Тихий.
У списку 2017 р. нема пров. Тупиковий.
У списку 2017 р. нема проїзд Франка.
У списку 2017 р. нема вул. Шпака Миколи.
У жодному списку нема пл. Церковна (римо-католицький костел Серця Ісусового. Адреса: пл. Церковна 1, мкр Паланок).
У таблиці: вул. вулицю Бандери Степана перейменували на вулицю Гузара Любомира (ріш. МК № 736 від 6.07.2017 р.).; (вул. Галана Ярослава — на вул. Степана Бандери — на вул. Гузара Л.)
1. вулицю Туряниці І.(є в табл.) — на вул. Р. Шухевича (нема) — на вул. митрополита Шептицького Андрея (є)

### Перейменували
1. В Переліку це дві різні вулиці: вулицю Тичини Павла — на вул. Станіславського Костянтина

### Уточнення
1. вулицю Піонерів (від вул. Духновича до з/д переїзду) від № 1 по № 75, від № 2 по № 68 (ріш. МВК № 39 від 27.02.1997 р.) перейменували на Пака Шандора

вулицю Пака Шандора перейменували на вулицю Сковороди Григорія (за рішенням ВК № 356 від 27.12.2016 р.)

## Скорочення
1. ↑  Скорочення: вул. — вулиця, пров. — провулок, узв. — узвіз, в-д. — в'їзд, пр-д. — проїзд, пр-т. — проспект, наб. — набережна, м-н. — майдан, туп. — тупик
2. ↑  Примітка: інформація з інших інтернет-джерел
3. ↑  Рішення сесії Мукачевської міської ради від 28 квітня 2022 р. № 786. Архів оригіналу за 5 лютого 2023. Процитовано 14 грудня 2023.

3. н/н — неправильна назва
4. мкр — мікрорайон, р-н — район, ур. — урочище.
5. кжз — квартал житлової забудови, кмжз — квартал малоповерхової житлової забудови, кіжз — квартал індивідуальної житлової забудови
6. мкр інд. забуд. — мікрорайон індивідуальної забудови
7. кол. тер. — колишня територія.